# 오카자키촌 (가나가와현)
오카자키촌(일본어: 岡崎村)은 일본 가나가와현 나카군에 있던 촌이다. 현재의 히라쓰카시, 이세하라시에 해당한다.

## 지리
- 야자키 矢崎（やさき）
- 오바타 大畑（おおはた）
- 사이카치 西海地（さいかち）
- 이리야마세 入山瀬（いりやませ）
- 마루시마 丸島（まるしま）
- 기타오나와 北大縄（きたおおなわ : 이상 여기까지가 1956년 9월 30일 히라쓰카시에 편입 합병)
- 오쿠 大句（おおく：1956年9月30日に伊勢原町へ編入合併）
- 마와타리 馬渡（まわたり：1956년 9월 30일 이세하라정에 편입합병）

## 역사
- 헤이안 시대 중기에 가스야쇼(糟屋庄)의 영역이었으나 오카자키 요시미치가 영지로 삼으면서 관을 세우고 오카자키 성을 조영했다.
- 가마쿠라 시대에 접어들면서 오카자키 요시미치는 겐요조(源頼朝)의 패업을 도운 공로로 가마쿠라 막부로부터 오카자키의 영지를 구제받게 된다.
- 이 영지에 포함된 마을은 마도, 오쿠, 야자키, 오오하타, 세이카이치, 이리야마세, 마루시마라고 한다.
- 무로마치 시대인 1456년(고쇼 2년) - 사가미국 미우라에서 온 미우라 토시타카가 들어와 오카자키 성을 점령하고 영주가 되었다.

이후 미우라 토시타카는 후계자 미우라 요시타카(三浦義同)에게 성을 물려주었고, 요시타카는 다시 한 번 오카자키에 성을 쌓고 스스로 거주하며 위세를 떨쳤다.
- 1512년(에이쇼 9년) 8월 - 호조하 소운이 이즈 사가미의 군대를 이끌고 오카자키성을 공격하여 미우라씨는 패퇴했다. 오카자키는 (오다와라 호조씨) 후 호조씨의 영지가 되었다.

오카자키성은 그 후 얼마 후 폐성이 된 것으로 추정된다.
- 590년(덴쇼 18년) - 도요토미 히데요시의 오다와라 정벌로 고호조씨가 몰락하자 도쿠가와 이에야스가 들어와 후에 막부 직할령이 되었다.

이후 오카자키는 막부 직할령과 그로부터 분할된 번령이나 하타모토령이 혼재·복합되어 메이지에 이른다
- 1871년 7월 - 폐번치현에 의해 오카자키 지역의 각 촌의 번령이나 하타모토령은 사쿠라현과 로쿠포현 및 니라야마현이 된다. 이 사이에도 정리 통합이 있어, 11월에 아시가라현이 된다.
- 1872년 11월 - 아시가라현은 대구소구제가 시행되어. 오카자키의 각 촌은 제2대구 소8구에 편입된다
- 1876년 4월 - 아시가라현은 폐지되어 가나가와현에 편입되었으므로 오카자키의 각 마을은 제22대구 소8구에 편입되었다.

연합 호장 촌사무소는 야자키촌의 「만간지」에 놓여졌다.
- 1889년 4월 1일 - 정촌제 시행에 의해 오스미군 오카자키촌이 성립하였다.
- 1923년 9월 1일 - 간토 대지진으로 인해 사망자 20명, 부상자 20명. 마을 내 호수 282호 중 전파 223호, 반파 41호, 파손 28호의 피해를 입었다.
- 1924년 9월 - 전년의 간토 대지진으로 청사가 붕괴했으므로, 오카자키 무라시야마오 쿠보 3634에 신축해 이전되었다.
- 1929년 5월 1일 - 오카자키촌의 일부를 기시마촌에 편입되었다.
- 1956년 9월 16일 - 카나가와현 합병 심의회 위원(현의회 2명), 카나가와현 나카지방 사무소장이 마을을 방문해 합병 문제의 국면 타개에 진력하지만 부진하게 끝난다.
- 1956년 9월 22일 - 마침내 오카자키촌 합병 추진 위원회는 분촌 합병을 결정함. 25일, 임시 촌의회에서 결의, 현의회에 의안 제출. 26일, 현의회에서 승인 가결.
- 1956년 9월 30일 - 분촌·편입되어 소멸.
  - 오구, 마도리는 이세하라정에 편입되었다.
  - 잔부는 히라쓰카시에 편입된다.
  - 새로운 대자로 '오카자키'를 정한다.
  - 촌의 재산 처분은 히라쓰카 73, 이세하라 27의 비율로 실시한다.
  - 촌 청사가 있던 자리에 히라쓰카 시청 오카자키 출장소가 설치되었다.
  - 오카자키 출장소는 이세하라 경찰서에서 히라츠카 경찰서로 관할이 변경되었다.

## 교통

### 도로
- 가나가와현도 히라츠카 이세하라선(현재는 히라츠카시도 토요타 오카자키선)
- 가나가와현도 니노미야 이세하라선(현재는 가나가와현도 63호 사가미하라 오이소선)

## 참고 문헌
- 角川日本地名大辞典編纂委員会,『角川日本地名大辞典 神奈川県』1984, 角川書店
- 『大日本地誌大系 新編相模国風土記稿 第三巻』（雄山閣・1985年）
- 『中郡勢誌』（神奈川県中地方事務所・1953年）
- 『伊勢原町勢誌』（伊勢原町・1963年）
- 『平塚市制40周年記念誌 図録 目で見る平塚市』（平塚市・1972年）
- 『創立100周年記念誌 あゆみ』（平塚市立岡崎小学校・1973年）
- 『神奈川県町村合併誌』（神奈川県・1959年）
- 『史蹟と文化財の このまちを語る』（伊勢原市教育委員会・1981年）
- 『岡崎の今と昔』（岡崎健康で明るい地域づくり推進協議会・1980年）
- 『平塚共済病院 75年のあゆみ』（平塚共済病院・1994年）
- 『相模岡崎城跡総合調査報告書』（平塚市教育委員会・1985年）
- 『広報ひらつか』87、151、170、247号（平塚市・1959、1963、1964、1965、1972年）
- 『広報いせはら』1968年3月10日特集号、157号（伊勢原町･1968、1971年）
- 『図説 平塚の歴史』（㈱郷土出版社・1994年）
- 『平塚市史』（平塚市）
- 『伊勢原市史』（伊勢原市）